# Bakinski Rabotschi
Bakinski Rabotschi (russisch Бакинский рабочий, deutsch Der Bakuer Arbeiter) ist eine russischsprachige Zeitung aus Baku. Sie war ursprünglich eine Zeitung des Bakuer Komitees der SDAPR und wurde 1906 gegründet.

## Geschichte
1917 wurden 116 Nummern in einer Auflagenhöhe von 4000 Exemplaren veröffentlicht. Bis November 1917 erschien die Zeitung dreimal wöchentlich, danach täglich. Als verantwortliche Redakteure zeichneten zu unterschiedlichen Zeiten A. Amirjan und Stepan Georgijewitsch Schaumjan. Mitglieder der Redaktion waren Prokofi Aprassionowitsch Dschaparidse, Nadeshda Nikolajewna Kolesnikowa, W.I. Nanejschwili und Iwan Timofejewitsch Fioletow. Aktiv beteiligten sich auch Meschadi Asim-ogly Asisbekow und Anastas Iwanowitsch Mikojan.
1917/1918 war die Zeitung das Kampforgan der Bolschewiki. Auf ihren Seiten wurden von April bis Oktober 1917 Dutzende von Artikeln und Reden von Lenin abgedruckt, unter anderem die Artikel Zu den Losungen, Die Krise ist herangereift, Kapitel aus der Schrift Die drohende Katastrophe und wie man sie bekämpfen soll. Es wurden die wichtigsten Parteidokumente, die Beschlüsse des Zentralkomitees (ZK) der SDAPR, die Materialien der VII. Allrussischen (April-)Konferenz und des VI. Parteitages der SDAPR, das Manifest des VI. Parteitages u. a. publiziert.
Am 16./29. November 1917 wurde in der Zeitung ein Aufruf an die Arbeiter und die gesamte Bevölkerung Bakus veröffentlicht, in dem der Bakuer Sowjet die revolutionäre Arbeiterschaft und die revolutionäre Garnison Petrograd sowie die neue Regierung begrüßte. Im August 1918 wurde die Zeitung von der Regierung der Zentrokaspi verboten.
Im Jahre 1920 wurde die Zeitung erneut herausgegeben. Nach dem Zweiten Weltkrieg war sie das Organ des ZK und des Bakuer Komitees der Kommunistischen Partei der Aserbaidschanischen SSR.
Die Zeitung erscheint bis heute, jedoch in deutlich kleinerer Auflage. 2009 betrug die Auflage etwa 3000 Exemplare.